# Satish Kaushik
Satish Kaushik (Mahendragarh, 13 aprile 1956 – Gurgaon, 9 marzo 2023) è stato un regista, attore e produttore cinematografico indiano.

## Filmografia

### Regista
- Roop Ki Rani Choron Ka Raja (1993)
- Prem (1995)
- Hum Aapke Dil Mein Rehte Hain (1999) - anche sceneggiatore
- Hamara Dil Aapke Paas Hai (2000)
- Mujhe Kucch Kehna Hai (2001)
- Badhaai Ho Badhaai (2002)
- Tere Naam (2003)
- Vaada (2005)
- Shaadi Se Pehle (2006)
- Karzzz (2008)
- Teree Sang (2009)
- Milenge Milenge (2010)
- Gang of Ghosts (2014)
- Kaagaz (2021)

### Attore (filmografia parziale)
- Jaane Bhi Do Yaaro, regia di Kundan Shah (1983)
- Thikana, regia di Mahesh Bhatt (1987)
- Mr. India, regia di Shekhar Kapur (1987)
- Susman, regia di Shyam Benegal (1987)
- Prem Pratigyaa, regia di Bapu (1989)
- Vardi, regia di Umesh Mehra (1989)
- Ram Lakhan, regia di Subhash Ghai (1989)
- Jamai Raja, regia di A. Kodandarami Reddy (1990)
- Swarg, regia di David Dhawan (1990)
- Awaargi, regia di Mahesh Bhatt (1990)
- Andaz, regia di David Dhawan (1994)
- Saajan Chale Sasural, regia di David Dhawan (1996)
- Mr. and Mrs. Khiladi, regia di David Dhawan (1997)
- Deewana Mastana, regia di David Dhawan (1997)
- Gudgudee, regia di Basu Chatterjee (1997)
- Pardesi Babu, regia di Manoj Agrawal (1998)
- Bade Miyan Chote Miyan, regia di David Dhawan (1998)
- Gharwai Baharwai, regia di David Dhawan (1998)
- Aunty No. 1, regia di Kirti Kumar (1998)
- Haseena Maan Jaayegi, regia di David Dhawan (1999)
- Rajaji, regia di Vimal Kumar (1999)
- Aa Ab Laut Chalen, regia di Rishi Kapoor (1999)
- Hum Aapke Dil Mein Rehte Hain, regia di Satish Kaushik (1999)
- Chal Mere Bhai, regia di David Dhawan (2000)
- HadhKarDiAapne, regia di Manoj Agrawal (2000)
- Papa The Great, regia di K. Bhagyaraj (2000)
- Dulhan Hum Le Jayenge, regia di David Dhawan (2000)
- Hum Kisise Kum Nahin, regia di David Dhawan (2002)
- Tehzeeb, regia di Khalid Mohammed (2003)
- Calcutta Mail, regia di Sudhir Mishra (2003)
- Khullam Khulla Pyaar Karen, regia di Harmesh Malhotra (2005)
- Brick Lane, regia di Sarah Gavron (2007)
- God Tussi Great Ho, regia di Rumi Jaffrey (2008)
- Do Knot Disturb, regia di David Dhawan (2009)
- Road, Movie, regia di Dev Benegal (2009)
- Milenge Milenge, regia di Satish Kaushik (2010)
- Atithi Tum Kab Jaoge, regia di Ashwni Dhir (2010)
- Rascals, regia di David Dhawan (2011)
- Chatur Singh Two Star, regia di Ajay Chandhok (2011)
- Double Dhamaal, regia di Indra Kumar (2011)
- 404, regia di Prawaal Raman (2011)
- Lakshmi, regia di Nagesh Kukunoor (2014)
- Udta Punjab, regia di Abhishek Chaubey (2016)
- Namaste England, regia di Vipul Amrutlal Shah (2018)
- Yamla Pagla Deewana: Phir Se, regia di Navaniat Singh (2018)
- Judgementall Hai Kya, regia di Prakash Kovelamudi (2019)
- Bharat, regia di Ali Abbas Zafar (2019)
- Chhalaang, regia di Hansal Mehta (2020)
- Baaghi 3, regia di Ahmed Khan (2020)
- Kaagaz, regia di Satish Kaushik (2021)

### Produttore
- Mr. Bechara (1996)
- Kyon Ki (2005)
- Darna Zaroori Hai (2006)
- Dhol (2007)
- Bumm Bumm Bole (2010)
- Gang of Ghosts (2014)
- Kaagaz (2021)

## Premi
- Filmfare Awards
  - "Best Performance in a Comic Role" (1990; 1997)